# NGC 4056
NGC 4056 is een compact sterrenstelsel in het sterrenbeeld Hoofdhaar. Het hemelobject werd op 18 maart 1865 ontdekt door de Duitse astronoom Albert Marth.

## Synoniemen
- PGC 38140